# Cusickiella douglasii
Cusickiella douglasii är en korsblommig växtart som först beskrevs av Asa Gray, och fick sitt nu gällande namn av Reed Clark Rollins. Cusickiella douglasii ingår i släktet Cusickiella, och familjen korsblommiga växter. Inga underarter finns listade i Catalogue of Life.